# Incendios de la sierra de la Culebra de 2022
En el verano de 2022 tuvieron lugar dos grandes incendios en la sierra de la Culebra, en el noroeste de la provincia española de Zamora. Afectaron especialmente a la sierra de la Culebra y sus alrededores. El primero de ellos se inició el 15 de junio entre los términos de Ferreras de Arriba y Sarracín de Aliste, y el segundo el 17 de julio en el término de Losacio. La causa de ambos incendios fue un fenómeno de tormenta seca. El primero de los incendios fue controlado el 24 de junio de 2022, y el segundo el 14 de agosto de 2022.
Las llamas se propagaron a lo largo de los términos de 52 localidades de las comarcas de Aliste, La Carballeda, Tábara, Tierra de Alba y Benavente y los Valles. En el incendio de Ferreras, 29 670 hectáreas se vieron afectadas. En el incendio de Losacio, la superficie afectada ascendió a 35 960 hectáreas. Se trata de los dos mayores incendios de la historia de Castilla y León, y dos de los más devastadores en España desde que se tienen registros.
Pese a que los focos de inicio de ambos incendios distaban más de 20 km entre sí, las superficies afectadas quedaron en contacto a lo largo de una línea de 15 km. El perímetro combinado afectado por ambos incendios englobaba un área de casi 66 000 hectáreas. De dicha superficie, 34 000 hectáreas eran de alto valor ecológico al pertenecer al espacio natural de la Sierra de la Culebra, que forma parte de la reserva de la biosfera Meseta Ibérica. Un 48 % de dicho espacio natural fue pasto de las llamas durante los dos incendios, en un intervalo de tiempo de poco más de un mes.

## Contexto

### Vegetación

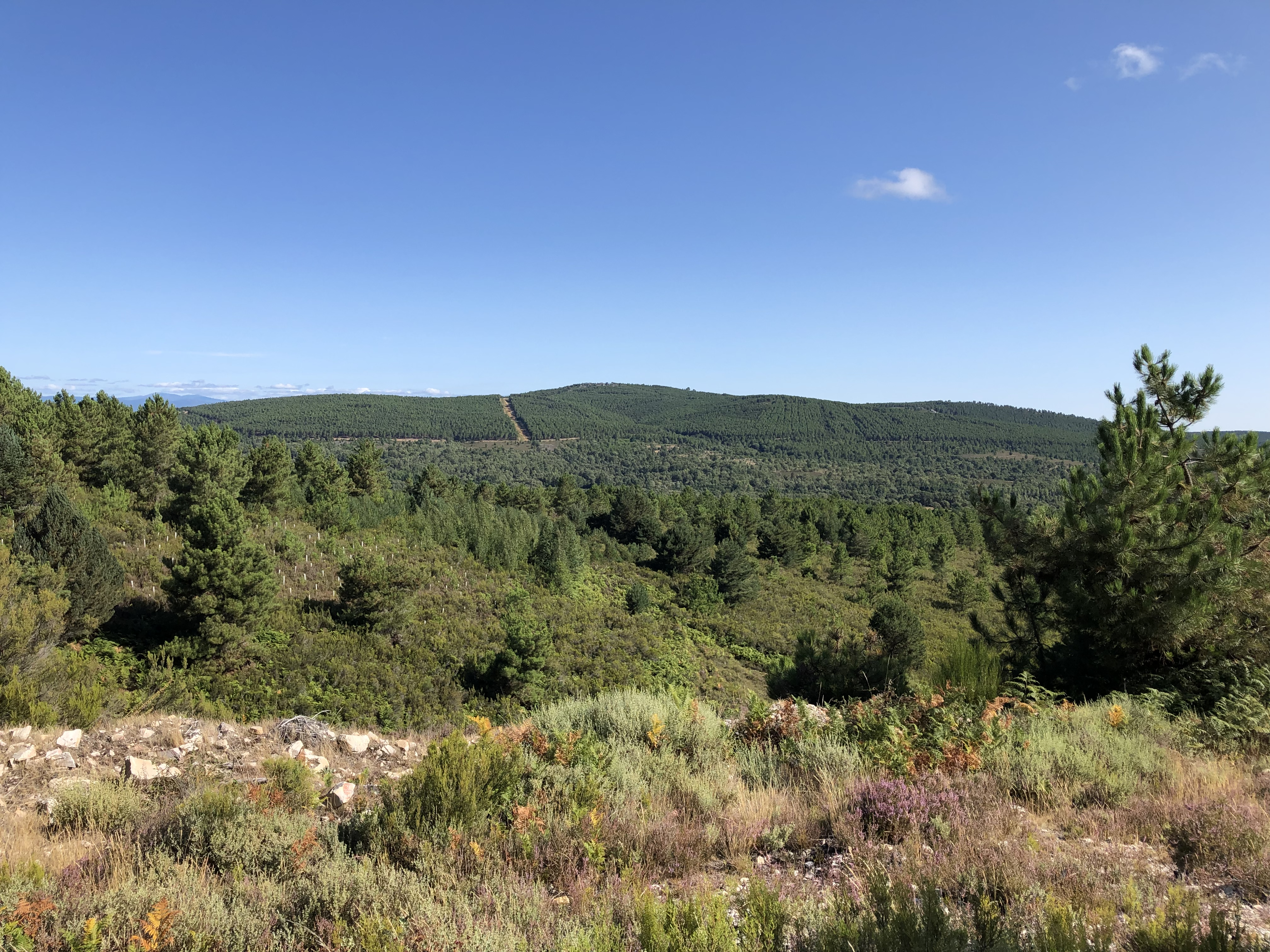
Ejemplo de vegetación típica de la sierra de la culebra, constituida por coníferas, matorral y frondosas, cerca de Ferreras de Arriba

Más de la mitad de la masa forestal de la sierra de la Culebra está constituida por bosques de coníferas, como resultado de sucesivas repoblaciones forestales llevadas a cabo durante las décadas de 1950 y 1960 en terrenos altamente erosionados. La especie de pino resinero o negral (Pinus pinaster) es la más abundante, seguida por el pino silvestre o albar (Pinus sylvestris). En menor medida, se encuentran masas discontinuas de especies autóctonas tales como el roble melojo o rebollo, la encina, el alcornoque y el madroño.
Los anteriores grandes incendios que había sufrido la sierra de la Culebra se remontaban a la década de 1990. En particular, el 20 de julio de 1990, debido a una tormenta seca, se inició un incendio entre los términos de Ferreras de Arriba y Cabañas de Aliste, que se propagó por Las Torres de Aliste, Pobladura de Aliste y Villardeciervos, y arrasó 5000 hectáreas. Al año siguiente, el 8 de julio de 1991, otro incendio arrasó 6784 hectáreas de la zona central de la sierra de la Culebra, entre los pueblos de Figueruela de Arriba, Linarejos, Santa Cruz de los Cuérragos, Flechas y San Pedro de las Herrerías. Desde entonces, se han producido incendios forestales más localizados y de menor magnitud.
A diferencia de las plantas pirófilas como el roble o la encina, que tienen cierta capacidad de rebrotar tras un incendio, muchas especies de pinos no resisten el fuego. Su mecanismo de supervivencia consiste en producir piñas, que estallan al sentir el fuego y dispersan sus piñones para renacer en un terreno despejado y rico en nutrientes una vez extinguido el fuego. Una de las tesis de por qué se propagaron tan rápido los incendios de 2022 es que tras los mencionados incendios de la década de 1990, en la mayoría de las zonas afectadas no se llevó a cabo ningún plan de repoblación ni de gestión forestal, por lo que durante los siguientes treinta años se produjo una reforestación espontánea masiva de las especies de pino resinero y pino silvestre entre densas extensiones de matorrales. Esto, según esta tesis, dio lugar a que la sierra de la Culebra estuviera poblada por una masa forestal muy densa compuesta principalmente de matorral y pinares, con un alto potencial de propagación de incendios. Sin embargo, esta tesis tiene serios problemas para ser defendida pues el foco de los incendios de 2022 se produjo en zonas alejadas de aquellas otras que se incendiaron en los 90. Además, resulta incierto que no hubiera una repoblación con las mismas especies de pino. Esta repoblación se realizó en amplias zonas de la Culebra a mediados y finales de los 90. Otra tesis viene a poner el foco en la densidad de los pinares de la Culebra, la mayoría de ellos plantados en la segunda mitad del siglo XX. Sin embargo, y aunque en su mayor parte fueron estos pinares los más afectados, lo cierto es que la rápida propagación no puede atribuirse solo a las plantaciones de esta especie sino a la ausencia de medios de extinción y otros factores meteorológicos. En todo caso, si hubo un elemento que realmente frenó la rápida propagación de los fuegos fue la existencia de densos robledales en la cara norte de la sierra de la Culebra.

### Clima
El clima a lo largo de la sierra de la Culebra varían notablemente. En el sureste de la sierra las temperaturas son mayores que en el noroeste, mientras que la pluviosidad disminuye. A continuación se muestran las temperaturas y la pluviosidad media de Villardeciervos, municipio de la sierra que cuenta con un observatorio meteorológico. Como se puede observar, los veranos son cálidos y secos.
| Parámetros climáticos promedio de Villardeciervos en el periodo 1966-2003                                                                            | Parámetros climáticos promedio de Villardeciervos en el periodo 1966-2003 | Parámetros climáticos promedio de Villardeciervos en el periodo 1966-2003 | Parámetros climáticos promedio de Villardeciervos en el periodo 1966-2003 | Parámetros climáticos promedio de Villardeciervos en el periodo 1966-2003 | Parámetros climáticos promedio de Villardeciervos en el periodo 1966-2003 | Parámetros climáticos promedio de Villardeciervos en el periodo 1966-2003 | Parámetros climáticos promedio de Villardeciervos en el periodo 1966-2003 | Parámetros climáticos promedio de Villardeciervos en el periodo 1966-2003 | Parámetros climáticos promedio de Villardeciervos en el periodo 1966-2003 | Parámetros climáticos promedio de Villardeciervos en el periodo 1966-2003 | Parámetros climáticos promedio de Villardeciervos en el periodo 1966-2003 | Parámetros climáticos promedio de Villardeciervos en el periodo 1966-2003 | Parámetros climáticos promedio de Villardeciervos en el periodo 1966-2003 |
| Mes | Ene.                                                                      | Feb.                                                                      | Mar.                                                                      | Abr.                                                                      | May.                                                                      | Jun.                                                                      | Jul.                                                                      | Ago.                                                                      | Sep.                                                                      | Oct.                                                                      | Nov.                                                                      | Dic.                                                                      | Anual                                                                     |
| --- | ------------------------------------------------------------------------- | ------------------------------------------------------------------------- | ------------------------------------------------------------------------- | ------------------------------------------------------------------------- | ------------------------------------------------------------------------- | ------------------------------------------------------------------------- | ------------------------------------------------------------------------- | ------------------------------------------------------------------------- | ------------------------------------------------------------------------- | ------------------------------------------------------------------------- | ------------------------------------------------------------------------- | ------------------------------------------------------------------------- | ------------------------------------------------------------------------- |
| Temp. media (°C) | 2.90                                                                      | 4.30                                                                      | 6.60                                                                      | 8.20                                                                      | 11.70                                                                     | 15.80                                                                     | 18.70                                                                     | 18.70                                                                     | 15.40                                                                     | 10.70                                                                     | 6.30                                                                      | 3.70                                                                      | 10.30                                                                     |
| Precipitación total (mm) | 111.10                                                                    | 81.80                                                                     | 59.30                                                                     | 72.40                                                                     | 77.40                                                                     | 46.60                                                                     | 16.30                                                                     | 17.40                                                                     | 44.10                                                                     | 90.10                                                                     | 91.30                                                                     | 110.60                                                                    | 818.40                                                                    |
| Fuente: Ministerio de Agricultura, Alimentación y Medio Ambiente. Datos de precipitación y temperatura para el periodo 1966-2003 en Villardeciervos. |                                                                           |                                                                           |                                                                           |                                                                           |                                                                           |                                                                           |                                                                           |                                                                           |                                                                           |                                                                           |                                                                           |                                                                           |                                                                           |

#### Contexto de 2022
El invierno 2021-2022 fue el cuarto invierno más cálido y el segundo más seco desde que se tenían registros en España. La primavera de 2022 fue también inusualmente seca. En concreto, el mes de mayo de 2022 fue el segundo más cálido y seco de la historia.
Durante el mes de junio de 2022, tuvo lugar en Europa una ola de calor que en España se prolongó desde el 12 hasta el 18 de junio, siendo la segunda ola de calor más temprana jamás registrada. La estación meteorológica de la Aemet de Villardeciervos registró una temperatura máxima durante la ola de calor de 35,8 °C el 15 de junio, mientras que la noche del 17 al 18 de junio la temperatura mínima fue de 17,5 °C. En comparación, la temperatura mínima promedio para un mes de junio en dicha estación meteorológica es de 11 °C. Ante estas circunstancias, la Aemet advirtió el riesgo extremo de incendios a partir del 14 de junio en la mayor parte de la España peninsular y, en particular, en el noroeste de la provincia de Zamora. Los mencionados episodios meteorológicos dieron lugar a unas condiciones muy favorables para la propagación del incendio del 15 de junio.
Durante el mes de julio de 2022, tuvo lugar en España una nueva ola de calor, que se prolongó desde el 9 hasta el 19 de julio. Bajo estas circunstancias, se mantenía el riesgo extremo de incendios en la provincia de Zamora. Los episodios de muy altas temperaturas máximas y mínimas, así como los niveles mínimos de humedad, favorecieron la rápida expansión del incendio del 17 de julio.

## Cronología del incendio de Ferreras y Sarracín

### 15 de junio
Entre las 19:00 y las 21:00 del día 15 de junio de 2022, una tormenta seca dio lugar a 11 focos de incendios en la provincia de Zamora, de los cuales 6 se produjeron en la sierra de la Culebra. Los tres primeros fueron detectados a las 19:48 en el paraje de la Pedrizona, en Ferreras de Abajo. Los otros tres fueron detectados simultáneamente a las 20:08, uno de ellos en el término de Sarracín de Aliste y otros dos en Ferreras de Arriba. Debido a los fuertes vientos erráticos, se expandieron rápidamente por los mencionados términos municipales.
A las 22:20 se declaró nivel 1 en el operativo de Incendios Forestales de Castilla y León.

### 16 de junio
A la 1:40 del día 16, se declaró nivel 2 en el operativo de Incendios Forestales de Castilla y León debido a la evolución desfavorable de los múltiples focos del incendio. Más de 100 profesionales del operativo de lucha contra incendios forestales de la Junta de Castilla y León trabajaron durante toda la noche en la extinción del mismo.cDurante la mañana y la tarde del día 16 se incorporaron a la extinción de los incendios medios y efectivos de la Unidad Militar de Emergencias, el Ministerio para la Transición Ecológica y el Reto Demográfico, la Comunidad de Madrid y Galicia. La llegada de vientos del este con rachas de hasta 40 km por hora y las altas temperaturas de casi 40 °C dificultaron la extinción de los incendios. A las 17:30, la superficie quemada estimada era de 900 ha, de las cuales 738 corresponderían al incendio de Ferreras de Arriba, 127 al de Sarracín de Aliste y 28 al de Ferreras de Abajo. A lo largo de la jornada, un maquinista de bulldozer resultó herido tras sufrir quemaduras en las manos durante las tareas de extinción.
Durante la tarde y la noche del día 16 al 17, el incendio se descontroló hacia el oeste, encontrándose fuera de capacidad de extinción.

### 17 de junio
Los fuertes vientos cambiantes a primera hora de la noche, con rachas de hasta 54 km/hora, las altas temperaturas nocturnas y la orografía accidentada del terreno, con abruptos cambios de pendiente y elevada pedregosidad, complicaron los trabajos de extinción durante la noche. Todo ello, sumado a la imposibilidad del uso de medios aéreos, dio lugar a que el incendio avanzara casi 15 km en línea recta durante la noche y obligara a evacuar los municipios de Cabañas de Aliste, Palazuelo de las Cuevas, Las Torres de Aliste, Pobladura de Aliste, Mahíde, San Pedro de las Herrerías y Flechas.
El elevado grado de severidad de las áreas quemadas durante la noche en la sierra de los términos de Ferreras de Arriba, Cabañas de Aliste y Las Torres de Aliste, así como los registros de avance del fuego y de la dirección y velocidad del viento, muestran que a última hora de la madrugada se generó un fenómeno explosivo muy intenso de tormenta ígnea, en el que el incendio generaba sus propias corrientes de viento a través de una fuerte columna convectiva. A diferencia de otras zonas del incendio, en este sector se produjo la calcinación total de la masa forestal existente.  
Más de 220 personas trabajaron durante la noche en las labores de extinción.
Durante la mañana del día 17, las primeras estimaciones del operativo de emergencias arrojaban una superficie aproximada de 7000 hectáreas quemadas, aunque otras estimaciones ya arrojaban cifras de 14 000 hectáreas. El viento de componente sur obligó a evacuar las localidades de Boya y Villardeciervos.
Durante la tarde del 17, las condiciones meteorológicas empeoraron, con vientos constantes procedentes del sur de 30 km/h, con comportamientos erráticos y con rachas de hasta 70 km/h, lo que provocó velocidades de propagación muy altas que hacían ineficaces los intentos de cortafuegos y los trabajos de fuego técnico. A las 19:00 se desalojó la base de Villardeciervos. Asimismo, durante la tarde del 17 se desalojaron las localidades de Villanueva de Valrojo, Sagallos, Codesal y Cional. Más de 400 personas trabajaban en la extinción del incendio, incluyendo 92 medios, de los cuales 23 medios aéreos.
En la tarde del 17, se descontroló el foco de Ferreras de Abajo, lo que obligó a desalojar los municipios de Ferreras de Abajo y Ferreras de Arriba, así como a cortar la carretera N-631.

### 18 de junio
Las estimaciones oficiales del día 18 de junio por la mañana eran de 19 700 hectáreas quemadas. Se habían desplegado 111 medios y 480 profesionales del operativo de la Junta de Castilla y León, así como personal del Ministerio para la Transición Ecológica y el Reto Demográfico, la Unidad Militar de Emergencias, y las comunidades de Galicia, Cantabria, Extremadura, Madrid y Castilla-La Mancha.
Los vecinos desalojados de Boya, San Pedro de las Herrerías, Cabañas de Aliste, Mahíde, Pobladura de Aliste, Las Torres de Aliste y Palazuelo de las Cuevas pudieron regresar a sus casas en la mañana del 18 ante la ausencia de llamas próximas a sus localidades. Villardeciervos, Villanueva del Valrojo, Ferreras de Arriba, Ferreras de Abajo, Codesal, Cional, Flechas y Otero de Bodas continuaban evacuados.
Durante la tarde del 18, el incendio obligó a cortar la línea del AVE Orense-Zamora. Los vientos de casi 40 km/h, con rachas fuertes de 50 a 70 km/h, desplazaron las llamas hacia el norte y las estimaciones arrojaban una superficie aproximada de más de 25.000 hectáreas quemadas. Sobre las 16.00 horas, el fuego saltó a la N-631 a la altura de Val de Santa María. Las rachas de viento eran tan intensas que el incendio se propagaba por pavesas a distancias de hasta 500 metros. A las 21:00, el incendio había cruzado el embalse de Agavanzal.
Más de 500 profesionales y 110 medios de operativo de lucha contra incendios forestales de la Junta de Castilla y León (INFOCAL), Ministerio para la Transición Ecológica y el Reto Demográfico MITECO, la UME, y las comunidades de Galicia, Extremadura, Cantabria, Madrid y Castilla-La Mancha continuaban trabajando para contener las llamas. Durante la tarde se evacuaron los municipios de Melgar de Tera, Olleros de Tera, Calzadilla de Tera, Pumarejo de Tera, Junquera de Tera, Milla de Tera, Vega de Tera, Val de Santa María, Villanueva de las Peras y Litos. La localidad de Calzada de Tera fue confinada.

### 19 de junio
El día 19 de junio se dio por estabilizado el incendio en su perímetro, que rondaba las 31000 hectáreas. La carretera N-631 y la línea de AVE Orense-Zamora volvieron a estar operativas.
Un total de 665 profesionales de INFOCAL, Ministerio para la Transición Ecológica y el Reto Demográfico MITECO, la UME, y las comunidades de Asturias, Cantabria, Castilla-La Mancha, Galicia, Extremadura y Madrid continuaban trabajando en las labores de extinción.

### 24 de junio
El incendio fue dado por controlado el 24 de junio a las 21:00, tras 10 días desde su comienzo.

## Cronología del incendio de Losacio

### 17 de julio

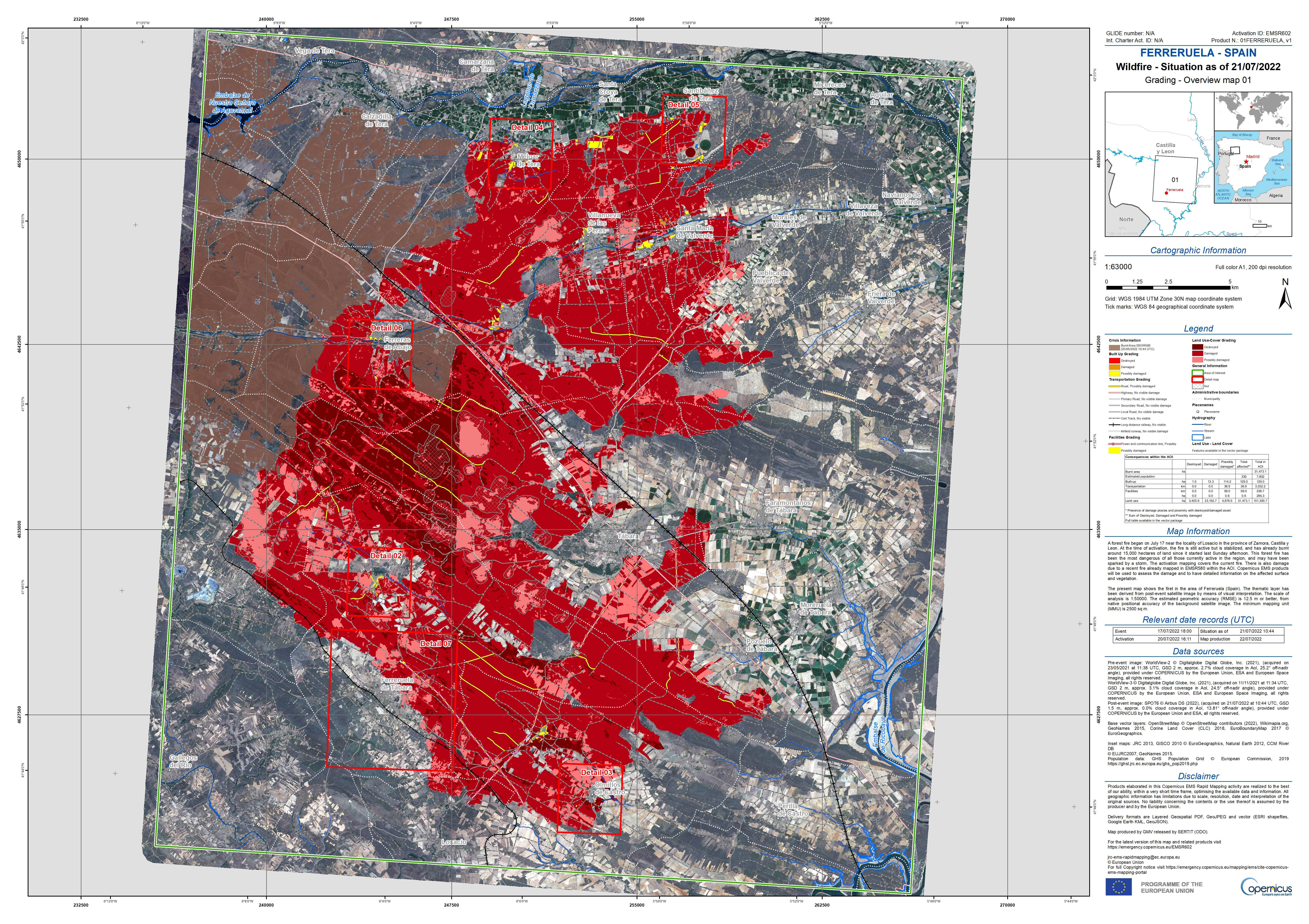
Extensión del incendio forestal de Losacio del 17 de julio de 2022, según los datos de la activación Copernicus-EMS EMSR602

Sobre las 18:00, los rayos de una tormenta seca dieron lugar a varios focos en el término de Losacio (Zamora). Debido a los fuertes vientos, el fuego se propagó con gran virulencia hacia el norte. El incendio se declaró de nivel 2 en el operativo de Incendios Forestales de Castilla y León sobre las 20:00, tras obligar a cortar la carretera ZA-902 y la vía férrea Zamora-Ourense. Antes de las 21:00, eran evacuados San Martín de Tábara, Ferreruela y Sesnández de Tábara. El incendio había alcanzado tal magnitud que generaba su propio sistema de vientos con características de tormenta ígnea, lo que hacía que se propagase con gran virulencia, encontrándose fuera de capacidad de extinción. La Junta de Castilla y León solicitó el apoyo de la Unidad Militar de Emergencias. En este contexto, durante la última hora de la tarde, un bombero forestal resultó fallecido al quedarse cercado por las llamas debido al rápido avance de estas. Además, 9 bomberos forestales resultaron heridos de diversa gravedad por quemaduras y por inhalación de humo. Otras dos personas resultaron heridas graves en un accidente derivado de la situación del incendio.  
A última hora del día 17 y durante la madrugada del 18, eran desalojadas las localidades de Tábara, Escober de Tábara,  Olmillos de Castro, Abejera y Riofrío de Aliste, debido al rápido avance del incendio.
En tan solo cuatro horas desde el inicio del incendio, las llamas habían arrasado 10 000 hectáreas.

### 18 de julio
A primera hora de la mañana era evacuada la localidad de Litos, y se cortaba la carretera N-631 y la línea de alta velocidad entre Zamora y Sanabria. Al mismo tiempo, se localizaba una segunda víctima mortal del incendio: un pastor de Escober de Tábara alcanzado por las llamas en el término de la localidad de Ferreruela, que había salido con las ovejas durante la tarde del domingo. 
Las llamas avanzaban a tal velocidad que durante la mañana del 18 eran evacuadas las localidades de Villanueva de las Peras, Bercianos de Valverde, Santa María de Valverde, Morales de Valverde y Pueblica de Valverde.
A mediodía y a primera hora de la tarde, las localidades de Ferreras de Abajo, Pumarejo de Tera, Melgar de Tera, Santa Marta de Tera, Santa Croya de Tera y Santibáñez de Tera eran desalojadas. A última hora de la tarde habían sido evacuados Faramontanos de Tábara, Abraveses de Tera, Micereces de Tera, Aguilar de Tera y San Pedro de Zamudia. A última hora de la noche, a las localidades evacuadas se sumaban Villaveza de Valverde, Friera de Valverde, Perilla de Castro, Navianos de Alba, Pozuelo de Tábara, Moreruela de Tábara y Santa Eulalia de Tábara.

### 19 de julio
Durante la madrugada del 19, eran evacuadas las localidades de San Pedro de las Cuevas y la urbanización la Encomienda. Por la mañana, fue activado el Ejército de Tierra para labores de monitorización.
Durante el mediodía, debido a la mejoría de las condiciones, sólo 14 pueblos permanecían evacuados, habiendo sido realojados los habitantes de 19 localidades: Ferreruela, San Martín de Tábara, Olmillos de Castro, Tábara, Abejera, Riofrío, Ferreras de Abajo, Melgar de Tera, Pumarejo de Tera, Santa Croya de Tera, Santa Marta de Tera, Santibáñez de Tera, Abraveses de Tera, Perilla de Castro, Pozuelo de Tábara, Moreruela de Tábara, Santa Eulalia de Tábara, San Pedro de las Cuevas y la urbanización de la Encomienda.
Durante la tarde del 19, debido a la mejoría de las condiciones meteorológicas, se logró controlar el avance del fuego, excepto en la zona de Pueblica de Valverde.

### 20 de julio
Durante la madrugada del 20, se lograron importantes avances en el control del incendio. Por la mañana, todas las carreteras volvían a estar abiertas, así como la línea de alta velocidad entre Zamora y Sanabria.

### 14 de agosto
El incendio forestal quedó controlado el 14 de agosto por la tarde. Un total de 31.500 hectáreas en la reserva de la Sierra de la Culebra y otras zonas limítrofes habían sido calcinadas.

### 31 de agosto
Tras cuarenta y cinco días, el incendio se dio por extinguido a las 09:45 del miércoles 31 de agosto.

## Consecuencias

### Superficie afectada
En el caso del incendio de Ferreras y Sarracín, el número de hectáreas afectadas varía según la fuente. De acuerdo con los datos proporcionados por Sentinel-2 el 26 de junio de 2022, dentro del Programa Copérnico, el área afectada es de 27 242 ha con algún grado de severidad, con un perímetro que englobaría 29 670 ha. El área afectada por un grado de quemado relevante sería de 25 216,6 ha. Sin embargo, desde la obtención de los datos de Sentinel-2 hasta la extinción del incendio, siguieron teniendo lugar reproducciones del incendio en islas de vegetación inicialmente no quemadas, por lo que la superficie final afectada por el incendio fue superior a la proporcionada por Sentinel-2. Del terreno afectado, unas 21 000 hectáreas pertenecían al espacio natural de la Sierra de la Culebra.
En el caso del incendio de Losacio, las primeras estimaciones arrojaban una superficie afectada de entre 32 000 y 34 000 ha. De acuerdo con los datos proporcionados por Sentinel-2 el 4 de agosto de 2022, dentro del Programa Copérnico, el área afectada es de 31 473,1 ha, con un perímetro que englobaría 35 960 ha. Al igual que en el caso anterior, desde la obtención de los datos de Sentinel-2 hasta la extinción del incendio, siguieron teniendo lugar reproducciones del incendio en islas de vegetación inicialmente no quemadas, por lo que la superficie final afectada por el incendio fue superior a la proporcionada por Sentinel-2.  Del terreno afectado, unas 13 000 hectáreas pertenecían al espacio natural de la Sierra de la Culebra.

### Daños personales
Cuatro personas perdieron la vida durante el incendio iniciado en Losacio: un bombero forestal resultó fallecido al quedarse cercado por las llamas debido al rápido avance de estas; un pastor de Escober de Tábara también falleció alcanzado por las llamas en el término de la localidad de Ferreruela; un vecino de Sesnández falleció un mes después del incendio debido a las graves quemaduras que sufrió al huir de las llamas, así como un vecino de Tábara Por otra parte, 9 bomberos forestales resultaron heridos de diversa gravedad por quemaduras y por inhalación de humo. Otras dos personas resultaron heridas graves en un accidente derivado de la situación del incendio. El 25 de octubre, tras tres meses ingresado en la UCI por las quemaduras sufridas, fallecía un cuarto hombre oriundo de Tábara. D.E.P

### Localidades afectadas
El incendio de Ferreras y Sarracín afectó a los términos de 24 localidades: Sarracín de Aliste, Cabañas de Aliste, Las Torres de Aliste, Pobladura de Aliste, Mahíde, San Pedro de las Herrerías, Boya, Codesal, Cional, Villardeciervos, Villanueva de Valrojo, Val de Santa María, Otero de Bodas, Ferreras de Arriba, Ferreras de Abajo, Litos, Melgar de Tera, Olleros de Tera, Calzadilla de Tera, Pumarejo de Tera, Junquera de Tera, Milla de Tera, Vega de Tera, Villar de Farfón y Villanueva de las Peras.
El incendio de Losacio afectó a los términos de 33 localidades: Losacio, San Martín de Tábara, Ferreruela, Sesnández de Tábara, Tábara, Escober de Tábara, Olmillos de Castro, Abejera, Riofrío de Aliste, Villanueva de las Peras, Bercianos de Valverde, Santa María de Valverde, Morales de Valverde, Pueblica de Valverde, Ferreras de Abajo, Pumarejo de Tera, Melgar de Tera, Santa Marta de Tera, Santa Croya de Tera, Santibáñez de Tera, Faramontanos de Tábara, Abraveses de Tera, Micereces de Tera, Aguilar de Tera, San Pedro de Zamudia, Villaveza de Valverde, Friera de Valverde, Perilla de Castro, Navianos de Alba, Pozuelo de Tábara, Moreruela de Tábara, Santa Eulalia de Tábara y San Pedro de las Cuevas.

## Controversia
La Junta de Castilla y León mantuvo el riesgo medio de incendios durante el mes de junio, pese a la ola de calor, y no declaró la época de peligro alto de incendios forestales hasta el 27 de junio. Ello conllevó que, hasta el día 27 de junio, los operativos contra incendios disponibles en dicha comunidad autónoma no llegaran al 25 % de los previstos para la época de peligro alto de incendios.
La grave situación que se vivió la Sierra de la Culebra por el primero de los incendios, entonces ya el mayor de la historia de Castilla y León, desató el enfado de los vecinos afectados por las llamas. El 20 de junio, en Villanueva de Valrojo (Zamora), varios vecinos increparon al presidente de la Junta, Alfonso Fernández Mañueco. Algunos vecinos se acercan a los coches de la comitiva de Mañueco, insultándoles y llegando a golpear algunos de los vehículos. "Cabrones, nos habéis dejado sin reservas", gritó uno de los vecinos. Otros, recriminaron a la Junta el hecho de no haber activado el plan contra incendios hasta el 1 de julio: ""No hay gestión; [el dispositivo contra incendios] empieza el 1 de julio y acaba el 30 de agosto. Es lo que tiene la España vaciada, es lo que quieren, que marchemos todos".
Después del segundo incendio, tanto o más grave que el primero, el 25 de julio de 2022, el consejero de Medio Ambiente, Vivienda y Ordenación del Territorio, Juan Carlos Suárez-Quiñones, compareció, a petición propia, en la sesión extraordinaria de la Comisión de Medio Ambiente, Vivienda y Ordenación del Territorio de las Cortes de Castilla y León para informar sobre el incendio de la Sierra de la Culebra. En su intervención, Suárez-Quiñones dio razones técnicas como causantes de la catástrofe: una fuerte convectividad, un gran desarrollo de la vegetación herbácea en la comarca que unido a las tormentas desencadenadas que provocaron vientos de intensidades muy superiores a las previstas y con direcciones muy cambiantes dio lugar a una velocidad de propagación de las llamas rapidísima, dificultando aún más su control. Para Suárez-Quiñones y su equipo de asesoramiento, la realidad de los datos meteorológicos estaba muy por encima de las previsiones, a lo que se unió la característica propia del terreno en el que la baja humedad favoreció el inicio de los incendios y el estrés hídrico provocado por la sequía acumulada en el año hidrológico en el combustible vivo, hicieron que el matorral y el arbolado ardieran con grandes intensidades de llama. Es decir, tanto para Suárez-Quiñones en representación de la Junta de Castilla y León, fue el exceso de combustible, propio de toda la Europa mediterránea, junto con las condiciones climáticas, las causas principales, y no la escasez de medios de extinción, de la rápida propagación de los incendios. 
El 28 de julio de 2022 Zamora vivió una manifestación multitudinaria convocada por la Asociación ‘La Culebra no se calla’ para protestar por la gestión de los incendios forestales realizada por la Junta de Castilla y León. La protesta, que partió de la plaza de la Constitución, rindió homenaje a las dos personas que perdieron la vida en el incendio de Losacio: el brigadista Daniel Gullón Vara y el pastor Victoriano Antón Ratón. Sin embargo, y pese a la demanda de otros grupos participantes en la manifestación, ‘La Culebra no se calla’ no pidió la dimisión del consejero Suárez-Quiñones.
El vicepresidente de la Junta, Juan García-Gallardo de la formación Vox, prometió en redes sociales medidas de ayuda, entre las que destacaban la donación de maillots por parte de la Vuelta Ciclista a Castilla y León así como la realización en otoño de un concierto solidario para recaudar fondos. Dicho sorteo de maillots únicamente recaudó 250 euros, mientras que el denominado «concierto benéfico» no se celebró en el plazo previsto. Además, se pasó de un concierto benéfico inicial a la presentación, en marzo de 2023, de un concierto a celebrarse el 3 de junio en «homenaje a los afectados». El evento suponía un coste de 160 000 euros en vez de recaudar fondos para paliar los daños de los incendios, como se había anunciado en un primer momento. «La solidaridad es que los vecinos puedan acceder gratis a ese concierto», afirmó García-Gallardo. Tras la polémica generada, días después algunos grupos se descolgaban del concierto. Finalmente, ante la renuncia del grupo cabeza de cartel Fangoria —quienes afirmaron haber sido anunciados «sin su conocimiento ni consentimiento»—, la Consejería de Cultura, Turismo y Deporte decidía cancelar el concierto, en lo que ha sido calificado por parte de la prensa local como la «historia de un ridículo».